# 康乾盛世

1760年時点における清の領土

康乾盛世（こうけんせいせい）または康雍乾盛世（こうようけんせいせい）は、中国、清朝（1616年 - 1912年）の3代の皇帝、第4代康熙帝・第5代雍正帝・第6代乾隆帝の治世（1683年 - 1795年）の国力が盛んで繁栄した時代を指す。清の領土は最大版図に達し、文化が興隆した。三世の春とも称される。